# Mistrzostwa Świata w Piłce Nożnej 2006 (eliminacje strefy UEFA)/Grupa 8
Eliminacje do Mistrzostwa Świata w Piłce Nożnej 2006 w strefie UEFA rozegrane zostały w grupach systemem każdy z każdym, mecz i rewanż. W grupie 8 znalazły się następujące drużyny:
- Bułgaria
- Chorwacja
- Islandia
- Malta
- Szwecja
- Węgry

Bezpośredni awans na mundial uzyskały reprezentacje Chorwacji oraz Szwecji (Szwecja zajęła pierwsze miejsce w klasyfikacji 2. miejsc, co dało jej bezpośredni awans).

## Tabela
Grupa 8:
| Reprezentacja | Pkt | M  | W | R | P | Br+ | Br- | +/- |
| ------------- | --- | -- | - | - | - | --- | --- | --- |
| Chorwacja     | 24  | 10 | 7 | 3 | 0 | 29  | 4   | 25  |
| Szwecja       | 24  | 10 | 8 | 0 | 2 | 30  | 6   | 24  |
| Bułgaria      | 15  | 10 | 4 | 3 | 3 | 17  | 17  | 0   |
| Węgry         | 14  | 10 | 4 | 2 | 4 | 13  | 14  | -1  |
| Islandia      | 4   | 10 | 1 | 1 | 8 | 14  | 27  | -13 |
| Malta         | 3   | 10 | 0 | 3 | 7 | 4   | 32  | -28 |

|           | Bułgaria | Chorwacja | Islandia | Malta | Szwecja | Węgry |
| --------- | -------- | --------- | -------- | ----- | ------- | ----- |
| Bułgaria  | –        | 1:3       | 3:2      | 4:1   | 0:3     | 2:0   |
| Chorwacja | 2:2      | –         | 4:0      | 3:0   | 1:0     | 3:0   |
| Islandia  | 1:3      | 1:3       | –        | 4:1   | 1:4     | 2:3   |
| Malta     | 1:1      | 1:1       | 0:0      | –     | 0:7     | 0:2   |
| Szwecja   | 3:0      | 0:1       | 3:1      | 6:0   | –       | 3:0   |
| Węgry     | 1:1      | 0:0       | 3:2      | 4:0   | 0:1     | –     |

## Wyniki
| 4 września 2004 16:00 | Islandia · Eiður Guðjohnsen 51' (k.) | 1:3(0:1)raport | Bułgaria · Dimityr Berbatow 35' · Dimityr Berbatow 49' · Christo Janew 62' | Laugardalsvöllur, Reykjavík Widzów: 5014 Sędzia: Alain Hamer (Luksemburg) |
|                       |                                      |                |                                                                            |                                                                           |

| 4 września 2004 20:30 | Chorwacja · Dado Pršo 31' · Dado Pršo 54' · Gábor Gyepes 80' (sam.) | 3:0(1:0)raport | Węgry | Stadion u Maksimiru, Zagrzeb Widzów: 20 853 Sędzia: Michael Riley (Anglia) |
|                       |                                                                     |                |       |                                                                            |

| 4 września 2004 20:45 | Malta | 0:7(0:3)raport | Szwecja · Zlatan Ibrahimović 4' · Zlatan Ibrahimović 11' · Zlatan Ibrahimović 14' · Fredrik Ljungberg 46' · Zlatan Ibrahimović 71' · Fredrik Ljungberg 74' · Henrik Larsson 76' | Stadion Narodowy, Ta’ Qali Widzów: 4200 Sędzia: Haim Jakov (Izrael) |
|                       |       |                | |                                                                     |

| 8 września 2004 20:15 | Szwecja | 0:1(0:0)raport | Chorwacja · Darijo Srna 64' | Nya Ullevi, Göteborg Widzów: 40 023 Sędzia: Arturo Daudén Ibáñez (Hiszpania) |
|                       |         |                |                             |                                                                              |

| 8 września 2004 21:15 | Węgry · Zoltán Gera 62' · Sándor Torghelle 75' · Imre Szabics 79' | 3:2(0:1)raport | Islandia · Eiður Guðjohnsen 39' · Indriði Sigurðsson 78' | Stadion Ferenca Szuszy, Budapeszt Widzów: 5461 Sędzia: Tom Henning Øvrebø (Norwegia) |
|                       |                                                                   |                |                                                          |                                                                                      |

| 9 października 2004 17:00 | Szwecja · Fredrik Ljungberg 26' · Henrik Larsson 50' · Anders Svensson 67' | 3:0(1:0)raport | Węgry | Råsundastadion, Sztokholm Widzów: 32 288 Sędzia: Stuart Dougal (Szkocja) |
|                           |                                                                            |                |       |                                                                          |

| 9 października 2004 18:15 | Malta | 0:0raport | Islandia | Stadion Narodowy, Ta’ Qali Widzów: 1130 Sędzia: Sorin Corpodean (Rumunia) |
|                           |       |           |          |                                                                           |

| 9 października 2004 20:15 | Chorwacja · Darijo Srna 15' · Darijo Srna 31' | 2:2(2:0)raport | Bułgaria · Martin Petrow 77' · Dimityr Berbatow 86' | Stadion u Maksimiru, Zagrzeb Widzów: 31 565 Sędzia: Pierluigi Collina (Włochy) |
|                           |                                               |                |                                                     |                                                                                |

| 13 października 2004 18:00 | Bułgaria · Dimityr Berbatow 43' · Christo Janew 47' · Dimityr Berbatow 55' · Czawdar Jankow 88' | 4:1(1:1)raport | Malta · Michael Mifsud 11' | Stadion Narodowy im. Wasiła Lewskiego, Sofia Widzów: 16 800 Sędzia: Ceri Richards (Walia) |
|                            |                                                                                                 |                |                            |                                                                                           |

| 13 października 2004 18:10 | Islandia · Eiður Guðjohnsen 66' | 1:4(0:4)raport | Szwecja · Henrik Larsson 24' · Marcus Allbäck 27' · Henrik Larsson 39' · Christian Wilhelmsson 45' | Laugardalsvöllur, Reykjavík Widzów: 7037 Sędzia: Massimo Busacca (Szwajcaria) |
|                            |                                 |                | |                                                                               |

| 17 listopada 2004 19:30 | Malta | 0:2(0:1)raport | Węgry · Zoltán Gera 39' · Péter Kovács 90+3' | Stadion Narodowy, Ta’ Qali Widzów: 14 500 Sędzia: Tony Asumaa (Finlandia) |
|                         |       |                |                                              |                                                                           |

| 26 marca 2005 17:30 | Bułgaria | 0:3(0:1)raport | Szwecja · Fredrik Ljungberg 17' · Erik Edman 74' · Fredrik Ljungberg 90+2' (k.) | Stadion Narodowy im. Wasiła Lewskiego, Sofia Widzów: 42 530 Sędzia: Herbert Fandel (Niemcy) |
|                     |          |                |                                                                                 |                                                                                             |

| 26 marca 2005 18:00 | Chorwacja · Niko Kovač 38' · Josip Šimunić 70' · Niko Kovač 75' · Dado Pršo 90+1' | 4:0(1:0)raport | Islandia | Stadion u Maksimiru, Zagrzeb Widzów: 17 912 Sędzia: Jerome Damon (RPA) |
|                     |                                                                                   |                |          |                                                                        |

| 30 marca 2005 18:00 | Chorwacja · Dado Pršo 22' · Dado Pršo 35' · Igor Tudor 79' | 3:0(2:0)raport | Malta | Stadion u Maksimiru, Zagrzeb Widzów: 15 510 Sędzia: Costas Kapitanis (Cypr) |
|                     |                                                            |                |       |                                                                             |

| 30 marca 2005 20:45 | Węgry · Péter Rajczi 90' | 1:1(0:0)raport | Bułgaria · Stilijan Petrow 51' | Stadion im. Ferenca Puskása, Budapeszt Widzów: 11 586 Sędzia: Jan Wegereef (Holandia) |
|                     |                          |                |                                |                                                                                       |

| 4 czerwca 2005 17:15 | Szwecja · Mattias Jonson 6' · Anders Svensson 18' · Christian Wilhelmsson 29' · Zlatan Ibrahimović 40' · Fredrik Ljungberg 57' · Johan Elmander 81' | 6:0(4:0)raport | Malta | Nya Ullevi, Göteborg Widzów: 35 593 Sędzia: Nikołaj Iwanow (Rosja) |
|                      | |                |       |                                                                    |

| 4 czerwca 2005 18:00 | Bułgaria · Martin Petrow 72' | 1:3(0:1)raport | Chorwacja · Marko Babić 19' · Igor Tudor 57' · Niko Kranjčar 80' | Stadion Narodowy im. Wasiła Lewskiego, Sofia Widzów: 35 000 Sędzia: Kim Milton Nielsen (Dania) |
|                      |                              |                |                                                                  |                                                                                                |

| 4 czerwca 2005 18:05 | Islandia · Eiður Guðjohnsen 17' · Kristján Sigurðsson 68' | 2:3(1:1)raport | Węgry · Zoltán Gera 45' · Zoltán Gera 56' · Szabolcs Huszti 73' | Laugardalsvöllur, Reykjavík Widzów: 4613 Sędzia: Lucílio Cardoso Batista (Portugalia) |
|                      |                                                           |                |                                                                 |                                                                                       |

| 8 czerwca 2005 18:05 | Islandia · Gunnar Þorvaldsson 27' · Eiður Guðjohnsen 33' · Tryggvi Guðmundsson 74' · Veigar Gunnarsson 84' | 4:1(2:0)raport | Malta · Brian Said 58' | Laugardalsvöllur, Reykjavík Widzów: 4887 Sędzia: Damir Skomina (Słowenia) |
|                      | |                |                        |                                                                           |

| 3 września 2005 17:15 | Szwecja · Fredrik Ljungberg 60' · Olof Mellberg 75' · Zlatan Ibrahimović 90' | 3:0(0:0)raport | Bułgaria | Råsundastadion, Sztokholm Widzów: 35 000 Sędzia: Frank De Bleeckere (Belgia) |
|                       |                                                                              |                |          |                                                                              |

| 3 września 2005 18:05 | Islandia · Eiður Guðjohnsen 24' | 1:3(1:0)raport | Chorwacja · Boško Balaban 56' · Boško Balaban 61' · Darijo Srna 82' | Laugardalsvöllur, Reykjavík Widzów: 5520 Sędzia: Wolfgang Stark (Niemcy) |
|                       |                                 |                |                                                                     |                                                                          |

| 3 września 2005 20:45 | Węgry · Sándor Torghelle 34' · Brian Said 55' (sam.) · Ákos Takács 64' · Péter Rajczi 85' | 4:0(1:0)raport | Malta | Stadion im. Ferenca Puskása, Budapeszt Widzów: 5900 Sędzia: Witalij Goduljan (Ukraina) |
|                       |                                                                                           |                |       |                                                                                        |

| 7 września 2005 18:45 | Malta · Steve Wellman 74' | 1:1(0:1)raport | Chorwacja · Niko Kranjčar 19' | Stadion Narodowy, Ta’ Qali Widzów: 916 Sędzia: Athanassios Briakos (Grecja) |
|                       |                           |                |                               |                                                                             |

| 7 września 2005 19:00 | Bułgaria · Dimityr Berbatow 21' · Georgi Iliew 69' · Martin Petrow 86' | 3:2(1:2)raport | Islandia · Grétar Steinsson 9' · Hermann Hreiðarsson 16' | Stadion Narodowy im. Wasiła Lewskiego, Sofia Widzów: 18 000 Sędzia: Bülent Demirlek (Turcja) |
|                       |                                                                        |                |                                                          |                                                                                              |

| 7 września 2005 20:45 | Węgry | 0:1(0:0)raport | Szwecja · Zlatan Ibrahimović 90+1' | Stadion im. Ferenca Puskása, Budapeszt Widzów: 20 161 Sędzia: Stefano Farina (Włochy) |
|                       |       |                |                                    |                                                                                       |

| 8 października 2005 18:00 | Bułgaria · Dimityr Berbatow 29' · Zdrawko Łazarow 55' | 2:0(1:0)raport | Węgry | Stadion Narodowy im. Wasiła Lewskiego, Sofia Widzów: 4652 Sędzia: Dejan Delević (Serbia i Czarnogóra) |
|                           |                                                       |                |       | |

| 8 października 2005 20:15 | Chorwacja · Darijo Srna 55' | 1:0(0:0)raport | Szwecja | Stadion u Maksimiru, Zagrzeb Widzów: 34 015 Sędzia: Massimo De Santis (Włochy) |
|                           |                             |                |         |                                                                                |

| 12 października 2005 19:00 | Malta · Etienne Barbara 79' | 1:1(0:0)raport | Bułgaria · Czawdar Jankow 67' | Stadion Narodowy, Ta’ Qali Widzów: 2844 Sędzia: Witalij Goduljan (Ukraina) |
|                            |                             |                |                               |                                                                            |

| 12 października 2005 19:30 | Szwecja · Zlatan Ibrahimović 29' · Henrik Larsson 42' · Kim Källström 90+1' | 3:1(2:1)raport | Islandia · Kári Árnason 11' | Råsundastadion, Sztokholm Widzów: 33 716 Sędzia: Walentin Iwanow (Rosja) |
|                            |                                                                             |                |                             |                                                                          |

| 12 października 2005 19:30 | Węgry | 0:0raport | Chorwacja | Stadion Ferenca Szuszy, Budapeszt Widzów: 6979 Sędzia: Claus Bo Larsen (Dania) |
|                            |       |           |           |                                                                                |